# Рекултивација површинских копова и одлагалишта
Рекултивација површинских копова и одлагалишта представља низ рударских, инжењерских и пољопривредних мера које за циљ имају обнављање терена, екосистема нарушеног површинском експлоатација. Предео обухваћен рекултивацијом уклапа се у постојећи екосистем или се у целини или делимично мења његова намена за нове потребе.

## Предмет истраживања
Површинска експлоатација минералних сировина је дугорочни пројекат који проузрокује велике промене животне средине. Измене се јављају у горњем делу литосфере, у целој хидросфери и у доњем делу атмосфере у непосредном контакту са активностима површинске експлоатације. Угрожавање вода, ваздуха и плодног земљишта су негативне последице проузроковане деловањем рударских радова. Њихова неутрализација зависи од степена активности заштите природе,природно-климатских и производно-техничких услова.

## Процеси рекултивације
Процеси рекултивације и ревитализације се састоје од предвиђања,планирања и пројектовања,преко експлоатационих радова,техничке и биолошке рекултивације нарушених површина,па до успостављања новог екосистема. Током трајања процеса рекултивације укључен је низ економских ,техничких и природних фактора.
Међу процесе рекуливације спадају и приступ шумских рекултивација(пошумљавање) и холистички приступ.

## Процесна анализа рекултивације површинских копова

### Период развоја површинског копа
Животни циклус сваког површинског копа чине три фазе:
1. пре експлоатациона  фаза;
2. фаза експлоатације;
3. после експлоатациона фаза;

У прву фазу копа спадају геолошка истраживања (резерве и квалитет минералне сировине, геомеханика, хидрогеологија итд.), израда техничке документације, техно економске и еколошке анализе.  Фаза експлоатације обухвата период припреме и отварања, период пуне производње и период затварања. У периоду затварања прекида се са откопавањем минералне сировине и изводе се завршни радови на рекултивацији површинског копа. 

### Пословни процеси
Пословни процеси су низ логички повезаних активности које користе ресурсе компаније.Сваки пословни процес се састоји од 5 елемената: 
- Пословни процес има своје купце;
- Пословни процес представља скуп активности;
- Активности процеса стварају вредност купцима;
- Активности изводе људи и/или опрема;
- Пословни процес често укључује неколико организационих јединица.

Основне карактеристике сваког пословног процеса су следеће:
- Сваки процес има свој циљ;
- Сваки процес има свог власника;
- Сваки процес има свој почетак и завршетак;
- У процес улазе инпути, а излазе оутпути;
- Процес је састављен од секвенцијално изводљивих активности;
- Посматрајући улазе и излазе процеса лако се утврђује успешност

процеса;
- Како би процес опстао треба да има познате интерне и/или екстерне

купце и добављаче;
- Неизбежно континуално унапређење процеса.[1]

### Управљање рекултивацијом
Процес рекултивације као пословни систем  састоји се из низа процеса као што су : техничка рекултивација, биолошка рекултивација, мониторинга радне и животне средине. Управљање рекултивацијом се реализује кроз процесе планирања,организовања, праћене реализације и контрола реализације пословних активности. Најзначајнији процес за ефикасну реализацију рекултивације јесте процес планирања.

## Србија
У Србији је Законом о рударству и геолошким истраживањима предвиђена обавезна рекултивација након завршетка експлоатације.
| Рудник Колубара                                                                                         | У периоду 1957-1969 године, пошумљено је 110 хектара. У периоду 1977-1996 године, биолошком рекултивацијом захваћено је 981хектара. |
| Рудник Костолац                                                                                         | Деградирано је 2.500 хектара земљишта. У периоду 1970-1993. године, биолошком рекултивацијом обухваћено је 546 хектара. |
| Копови: Бор, Велики Кривељ, Церово, Мајданпек, Јама Бор                                                 | На јаловиштима Бор и Велики Кривељ изводи се и техничка и биолошка рекултивација. На деградираним површинама рудника до сада је засађено 1.600.000 садница лишћара |
| Копови: камена, Зорка неметали Шабац                                                                    | Пројектом је предвиђена биолошка рекултивација,а 50% планирано је за пољопривредне културе |
| Копови: опекарске сировине Потисје Кањижа, Полет, Нови Бечеј, Зорка неметали Шабац, Тоза Марковић и др. | На копу Потисје Кањижа изведена рекултивација за туристичко-рекреативне сврхе са воденим површинама на депресијама. На коповима Мајдан 1, Мајдан 2, Полет, Нови Бечеј у току је извођење рекултивације за туристичко-рекреативне сврхе. На копу Зорка неметали, Шабац пројектом је предвиђена биолошка рекултивација. |
| Копови: шљунка и песка, Шљункара, Бела црква, Врњачка Бања и др.                                        | На копу Шљункара, Бела Црква 6 депресија је испуњено водом, од чега је једна рекултивисана у градско језгро. Напуштена Шљункара, Врњачка Вања је пример спонтаног природног успостављања биоценозе. |

### Рекултивација депонија у Србији
Пројекат рекултивације обрађује потпуно нови метод у Србији, по којем се из депонованог смећа издваја депонијски гас. Овај гас ће након изградње одговарајућих постројења, бити коришћен за производњу електричне енергије, као и за загревање административних просторија током зимских месеци.

## Одлагалишта
Одлагалишта као и насипи нарушавају и угрожавају природну средину па се посебна пажња посвећује естетском  обликовању ових простора. Негативне измене које узрокују одлагалишта су промена режима вода,промена стања атмосфере, појава прашине и промена визуелног простора.
- Постоји неколико фаза рекултивације одлагалишта:
- Формирање површине одлагалишта;
- Планирање површина одлагалишта;
- Периоди слегања одлагалишта;

Техничком рекултивацијом обезбеђује се заштита плодног слоја од ерозије, ветра и воде. Са ефикасно пољопривредно искоришћење површина одлагалишта, оне треба да имају правилну форму и што већу површину.